# Oberkatz
Oberkatz – dzielnica miasta Kaltennordheim w Niemczech, w kraju związkowym Turyngia, w powiecie Schmalkalden-Meiningen, we wspólnocie administracyjnej Hohe Rhön. Do 31 grudnia 2018 jako samodzielna gmina wchodziła bezpośrednio w skład tej wspólnoty.